# Перша ліга чемпіонату Таджикистану з футболу
Перша ліга чемпіонату Таджикистану з футболу — змагання з футболу з-поміж клубів Таджикистану, друге за значенням після Вищої ліги.

## Історія
Перша ліга розігрується з 2005 року. Раніше в окремі роки перша ліга розігрувалася серед команд, що представляють всі області Таджикистану, в інші - тільки серед команд Душанбинської зони. У 2011-2014 роках статус першої ліги було надано Чемпіонату Согдійської області, отже турнір проводився в двох зонах - Душанбинської і Согдійській. У 2013 і 2014 роках між найсильнішими командами ліги (по 2 від кожної зони) проводився турнір за звання абсолютного переможця першості.
У 2015 році в єдиному турнірі першої ліги беруть участь 13 команд, що представляють більшість областей Таджикистану. При цьому обласні чемпіонати (Душанбинська, Согдійська, Хатлонська, Раштська) мають статус другої ліги.

## Команди-учасниці чемпіонату сезону 2015 року
1. «Есхата» (Худжанд)

2. ЦОП (Худжанд)

3. Саройкамар (Пяндж)

4. «Ісфара» (Ісфара)

5. «Памір» (Душанбе)

6. «Панджшер» (Румі)

7. «Куктош» (Рудаки)

8. «Чашма» (Шахрітус)

9. Зарафшан (Пенджикент)

10. «Хулбук» (Восе)

11. «Канд» (Канибадам)

12. «Локомотив» (Душанбе)

13. «Хосилот» (Пархар)

## Переможці турніру
- 2004 «Хіма» Душанбе
- 2005 «Ориєно» Душанбе
- 2006 «Енергетик» Душанбе
- 2007 дані відсутні
- 2008 «Істіклол» Душанбе (переможець фінального турніру найкращих команд Душанбинської та Согдійської зон)
- 2009 Саройкамар (Пяндж) та «Хайр» Вахдат (розділили 1-2 місця)
- 2010 «РТСУ» Душанбе
- 2011 Зарафшан (Пенджикент) (зона Душанбе) / «Істаравшан» Уротеппа (зона Согд)
- 2012 «Панджшер» Дж. Румі (зона Душанбе) / «Далерон-Уротеппа» (зона Согд)
- 2013 Саройкамар (Пяндж) (переможець фінального турніру)
- 2014 Саройкамар (Пяндж) (переможець фінального турніру)

## Клуби, які раніше виступали в лізі
- Нурі Норак
- Таджик Телеком Курган-Тюбе